# Raf (sångare)
Raffaele Riefoli, mest känd som under artistnamnet Raf, född 29 september 1959 i Margherita di Savoia i Italien, är en italiensk sångare. Han är mest änd för att ha framfört originalversionen till låten Self Control som var en stor hit 1984. Låten har dock även framförts av Laura Branigan.
1987 framförde han Italiens bidrag i Eurovision Song Contest 1987 i Bryssel. Han framförde låten Gente di mare tillsammans med Umberto Tozzi. Låten kom på 3:e plats.